# Unkoku Togan
Unkoku Togan (雲谷 等顔?; Nagasaki, 1547 – Yamaguchi, 1618) è stato un pittore giapponese del periodo Azuchi-Momoyama.
Nato in una famiglia privilegiata, come secondo figlio di Hara Naoie, signore del castello di  Nokomi nella provincia di Hizen.
Dopo aver iniziato come artista della scuola Kano, il lavoro di Togan prenderà la propria ispirazione dallo stile di Sesshu. Ha dipinto paesaggi realistici, di solito inchiostro su carta.
Ha lavorato presso il signore Mori della prefettura di Yamaguchi. In seguito, è diventato un monaco buddista ed abate del tempio di Unkoku-uno.